# محمد شیبی
محمد شیبی (عربی: محمد الشيبي؛ زادهٔ ۲۱ ژانویهٔ ۱۹۹۳) بازیکن فوتبال اهل مراکش است.
از باشگاه‌هایی که در آن بازی کرده‌است می‌توان به باشگاه فوتبال الرجا، باشگاه فوتبال مغرب تطوان، باشگاه فوتبال پیرامیدز، باشگاه فوتبال ارتش سلطنتی مراکش، باشگاه فوتبال قنیطره، باشگاه فوتبال اتحاد خمیسات، و باشگاه فوتبال الکوکب المراکشی اشاره کرد.
وی همچنین در تیم‌های ملی فوتبال زیر ۲۰ سال مراکش، زیر ۲۳ سال مراکش، و مراکش بازی کرده‌است.